# Фэн Цзюнькай
Фэн Цзюнька́й (кит. трад. 馮俊凱, пиньинь Féng Jùnkǎi; англ. Feng Chun-kai, род. 2 ноября 1988) — тайваньский профессиональный трековый и шоссейный велогонщик, выступающий с 2017 года за команду «Bahrain Victorious».

## Достижения
2007
- 1-й  на Чемпион Азии по велоспорту в трековой велогонке по очкам

2009
- 1-й  - Чемпион Тайваня по шоссейному велоспорту в групповой гонке
- 1-й на этапе 2 Giant Cup
- 1-й на этапе 2 Tour of East Taiwan
- 3-й  на Чемпионате Азии по велоспорту в индивидуальной гонке преследования на треке
- 5-й на Восточноазиатских играх в групповой гонке

2010
- 1-й  - Чемпион Тайваня по шоссейному велоспорту в групповой гонке
- 1-й на Giant Cup — ГК
- 2-й  на Чемпионате Азии по велоспорту в индивидуальной гонке преследования на треке
- 7-й  на Чемпионате Азии по велоспорту в групповой гонке
- 7-й на Туре Тайваня — ГК
- 8-й на Tour de East Java
- 9-й на Летних Азиатских играх в индивидуальной гонке преследования на треке
- 10-й на Туре-де-Сингкарак — ГК

2011
- 1-й  - Чемпион Тайваня по шоссейному велоспорту в групповой гонке
- 1-й  на International Cycling Classic — ГК
  - 1-й на этапах 1, 5 и 13
- 8-й на Taiwan Cup
- 9-й на Туре-де-Сингкарак — ГК

2012
- 1-й  на Туре Филиппин — ГрК
- 1-й  на Tour of Fuzhou — ГрК
- 1-й на этапе 3 Giant Cup
- 2-й  на Чемпионате Азии по велоспорту в скрэтче на треке
- 3-й на Тур Сингкарака — ГК
- 7-й на Туре Тайваня — ГК
  - 1-й  в ГрК
- 10-й на Чемпионате Азии по велоспорту в групповой гонке

2013
- 1-й  на Восточноазиатских играх в групповой гонке
- Чемпионат Тайваня по шоссейному велоспорту
  - 1-й  в групповой гонке
  - 1-й  в индивидуальной гонке с раздельным стартом
- 1-й  на Туре Тайваня — ГрК
- 1-й на этапе 1 Tour of East Taiwan

2014
- 1-й  - Чемпион Тайваня по шоссейному велоспорту в групповой гонке
- 1-й  на Туре Тайваня — ГрК
- 6-й на Туре Таиланда — ГК
  - 1-й на этапе 3

2015
- Чемпионат Тайваня по шоссейному велоспорту
  - 1-й  в групповой гонке
  - 1-й  в индивидуальной гонке с раздельным стартом

2016
- 5-й на Чемпионате Азии по велоспорту в групповой гонке

2018
- 3-й на Туре Окинавы

| ГК  | Генеральная классификация |
| ГрК | Горная классификация      |